# Duckeella
Duckeella ist eine Pflanzengattung innerhalb der Familie der Orchideen (Orchidaceae). Die seit 2015 drei Arten sind im nördlichen Südamerika verbreitet.

## Beschreibung

### Vegetative Merkmale
Die Duckeella-Arten sind ausdauernde krautige Pflanzen. Sie gedeihen terrestrisch. Die Wurzeln sind schlank, faserig und behaart. Der Stängel ist, im Gegensatz zu verwandten Gattungen, nicht hohl. Mehrere Laubblätter stehen an der Basis des Sprosses, sie sind linealisch und parallelnervig.

### Generative Merkmale
Der seitlich der Blätter entspringende, traubige Blütenstand enthält manchmal nur eine, meist vier bis zwölf Blüten. Die Blüten sind resupiniert, relativ groß und duftend. Die zwittrigen Blüten sind zygomorph und dreizählig. Die gelben Blütenhüllblätter sind nicht miteinander verwachsen, sie sind alle ähnlich geformt. Die inneren Blütenhüllblätter enden im Vergleich zu den äußeren spitzer, die Lippe ist am Grund leicht dreilappig und mit einigen längs verlaufenden Kielen besetzt. Die Säule ist länglich und schlank, das Staubblatt an ihrem Ende ist um mehr als 90° gegenüber der Säulenachse herabgebogen. Zu beiden Seiten des Staubblatts besitzt die Säule ein kurzes Staminodium. Der Pollen ist nicht zu Pollinien verklebt.
Es wird eine Kapselfrucht gebildet. Die Samen sind spindelförmig, mit charakteristischen Lücken zwischen den einzelnen Zellen der Samenschale (Testa).

## Vorkommen
Die neotropische Gattung Duckeella ist im nördlichen Südamerika verbreitet. Sie besiedelt dort ein kleines Gebiet in Venezuela und kommt im benachbarten Kolumbien sowie Brasilien. Zwei Arten Duckeella adolphii und Duckeella pauciflora wachsen in Savannen in Höhenlagen zwischen 100 und 200 Meter. Duckeella alticola kommt an wesentlich höheren Standorten zwischen 1300 und 2000 Meter vor.

## Systematik und botanische Geschichte
Die Gattung Duckeella gehört zur Tribus Pogonieae in der Unterfamilie Vanilloideae  innerhalb der Familie Orchidaceae.  Es ist die Schwestergruppe zu den restlichen Gattungen der Pogonieae (ausgenommen die unsicher platzierte Gattung Pogoniopsis).
Die Gattung Duckeella wurde 1940 durch Paulo Campos Porto und Alexander Curt Brade in Anais da (primeira) Reunião Sul-Americana de Botânica Band 3 Seite 31 aufgestellt. Typusart ist Duckeella adolphii. Der Gattungsname Duckeella ehrt den brasilianischen Botaniker Walter Adolpho Ducke (1876–1959).
Seit 2015 gibt es in der Gattung Duckeella drei Arten:
- Duckeella adolphii Porto & Brade (Syn.: Duckeella pauciflora Garay): Sie kommt von Kolumbien bis zum südlichen Venezuela und bis zum brasilianischen Bundesstaat Amazonas vor.[1]
- Duckeella alticola C.Schweinf.: Sie kommt vom südlichen Venezuela bis zum nördlichen Brasilien vor.[1]
- Duckeella humboldtii Kolan. & Szlach.: Sie wurde 2015 aus Kolumbien erstbeschrieben.[1]

## Belege